# V670 Андромеды
V670 Андромеды (лат. V670 Andromedae) — одиночная переменная звезда в созвездии Андромеды на расстоянии приблизительно 1712 световых лет (около 525 парсеков) от Солнца. Видимая звёздная величина звезды — от +10,91m до +10,62m.

## Характеристики
V670 Андромеды — жёлто-белая пульсирующая переменная звезда типа Дельты Щита (DSCT) спектрального класса F4V. Радиус — около 2,77 солнечных, светимость — около 12,713 солнечных. Эффективная температура — около 6548 K.